# Ostra, Marche
Ostra är en ort och kommun i provinsen Ancona i regionen Marche i Italien. Kommunen hade 6 666 invånare (2018).